# Go Bananas
Go Bananas (с англ. — «Сойти с ума») — третий мини-альбом российской панк-рэйв-группы Little Big, выпущенный 14 ноября 2019 года.

## Отзывы
Данила Головкин из InterMedia дал мини-альбому оценку 6 из 10, описав мини-альбом как «бесконечное повторение самих себя». Одноимённую песню с мини-альбома Данила сравнил с «прозаичным клубным шлягером с примитивной аранжировкой и нескончаемым припевом... смесь отечественной традиции популярной музыки 90-х с прошлогодним „рэпом под прямую бочку“».

## Видеоклип
На одноимённую песню с мини-альбома на следующий день, 15 ноября, был выпущен музыкальный видеоклип на YouTube. Первый миллион просмотров клип набрал за 6 часов, два миллиона просмотров за 10 часов и свыше 3,3 миллионов просмотров за сутки. В клипе демонстрируются различные действия вывернутые «с ног на голову»: унитаз справляет нужду на одного из участников, Илья Прусикин лопает шарик, но взрывается сам, сухопутные рыбы пребывают в шоке от того, что люди не могут дышать вне воды, голубь кормит людей хлебом и т.д.
Данила Головкин из InterMedia назвал клип посредственным, нежели сама песня, в котором группа собрала свои старые приёмы из предыдущих клипов.

## Треклист
| №                   | Название                         | Автор(ы)                     | Продюсер(-ы)                                 | Длительность |
| ------------------- | -------------------------------- | ---------------------------- | -------------------------------------------- | ------------ |
| 1.                  | «Pop On The Top»                 | Денис Цукерман Илья Прусикин | Антон Мунтян Илья Прусикин Виктор Сибринин   | 3:15         |
| 2.                  | «Rock-Paper-Scissors»            | Денис Цукерман Илья Прусикин | Виктор Сибринин Денис Цукерман Илья Прусикин | 2:44         |
| 3.                  | «Go Bananas»                     | Илья Прусикин                | Виктор Сибринин Денис Цукерман Илья Прусикин | 2:42         |
| 4.                  | «T.I.T.S»                        | Денис Цукерман Илья Прусикин | Денис Цукерман Илья Прусикин                 | 3:14         |
| 5.                  | «Emotions (Requiem For Freedom)» | Денис Цукерман Илья Прусикин | Виктор Сибринин Илья Прусикин                | 3:06         |
| Общая длительность: | Общая длительность:              | Общая длительность:          | Общая длительность:                          | 15:01        |

## Чарты
| Чарт (2019) | Высшая позиция |
| ----------- | -------------- |
| GooglePlay  | 6              |

| Чарт (2019)      | Песня      | Высшая позиция |
| ---------------- | ---------- | -------------- |
| Яндекс.Музыка    | Go Bananas | 8              |
| Top YouTube Hits | Go Bananas | 1              |
| YouTube Music    | Go Bananas | 1              |
| Муз-ТВ           | Go Bananas | 2              |
| Zvooq.online     | Go Bananas | 1              |